# Guadalupe Olmedo
Guadalupe Olmedo (Toluca, Estado de México, 19 de diciembre de 1854 - 11 de mayo de 1889) fue una compositora y pianista mexicana de música académica.
Guadalupe Olmedo, como muchas de las hijas mujeres de las familias distinguidas de aquellos tiempos, comenzó a estudiar piano. Destacó como intérprete y decidió estudiar composición, para lo que entró al Conservatorio. Estudió especialmente los tratados de armonía, contrapunto e instrumentación de los autores Mattei, Fenaroli, Esteva, Berlioz, Fetis, Reicha y Pameron, haciendo revisión a la vez de las partituras consagradas de los compositores clásicos. 
Fue alumna particular del compositor y pianista Melesio Morales, con quien contraería matrimonio posteriormente, convirtiéndose en su segunda esposa.
Fue la primera mujer graduada como compositora del Conservatorio Nacional de Música, en 1875. Su examen consistió en una serie de preguntas sobre teoría musical y la presentación de quince composiciones originales entre ellas una Obertura a grande orquesta y el Quartetto Studio Classico, Op. 14, consideraro como el cuarteto mexicano más antiguo que se ha localizado hasta el momento. Por la composición de estas obras, la Junta Directiva de la Sociedad Filarmónica Mexicana le otorgó una medalla de plata que decía: "A la Señorita Guadalupe Olmedo, primera compositora mexicana que ha escrito en el género clásico".

## Obras
- Dos fantasías sobre temas de “Aída”.
- “Marcha triunfal”
- Dos romanzas: “Taci mio cor”, y “Mori”.
- Mori!.., romanza para piano y barítono.
- Illustrazione Op. 2, sobre motivos de la Opera Ugonoti de Meyerbeer.
- Taci mio cor Op.7, para mezzosoprano o tenor y piano.
- Reducción de la Obertura Luisa.
- Ildegonda. Op. 5 paráfrasis sobre la ópera de Melesio Morales.
- Obertura. Op.8 (Luisa)
- Quartetto Studio Classico, Op. 14, para cuarteto de cuerdas.
- Segunda Reverie Op. 28 para piano.
- Caricia a mi madre, nocturno para piano.
- Luz. Op.1, pensamiento poético para piano.